# Rua Áurea
A Rua Áurea, também conhecida como Rua do Ouro, é uma rua situada na cidade de Lisboa, mais especificamente na freguesia de Santa Maria Maior e no bairro da Baixa de Lisboa, na região portuguesa da Área Metropolitana de Lisboa. Com cerca de 535 metros de extensão, a via tem início na Praça D. Pedro IV e fim na Praça do Comércio.
É uma rua nobre de caráter comercial. Após o Sismo de Lisboa de 1755, decretou-se, por meio de uma portaria de 5 de novembro de 1760, o estabelecimento dos ourives da cidade de Lisboa ao longo da via, motivo pelo qual o logradouro recebeu o nome Rua Áurea. As lojas que não foram ocupadas por ourives na época se transformaram em armazéns de tecidos, casas de pasto, hospedarias, livrarias e relojoarias, por exemplo. Nos dias de hoje, as ourivesarias continuam a ser o tipo de loja predominante na Rua Áurea.

## Pontos de interesse
Os seguintes pontos de interesse situam-se junto à Rua Áurea:
- Sede do Banco de Portugal
- Divisão de Assessoria Jurídica do Urbanismo do Tribunal do Comércio
- Elevador de Santa Justa
- Sede do Ministério da Justiça do Governo da República Portuguesa